# Scabiosa maslakhensis
Scabiosa maslakhensis är en tvåhjärtbladig växtart som beskrevs av Y. Nasir. Scabiosa maslakhensis ingår i släktet fältväddar, och familjen Dipsacaceae. Inga underarter finns listade i Catalogue of Life.